# 立陶宛伊斯蘭教

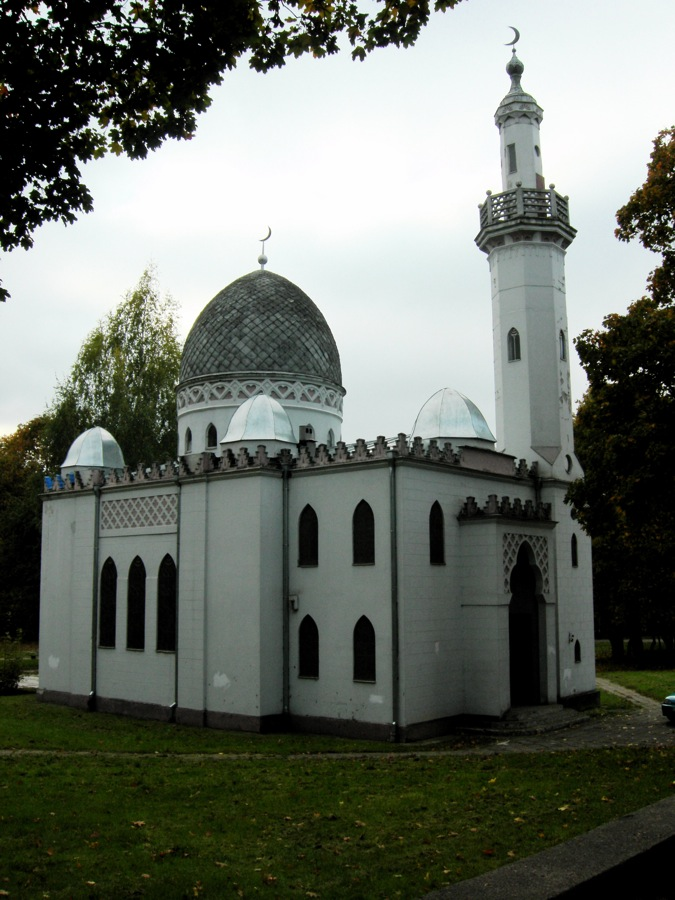
考那斯清真寺

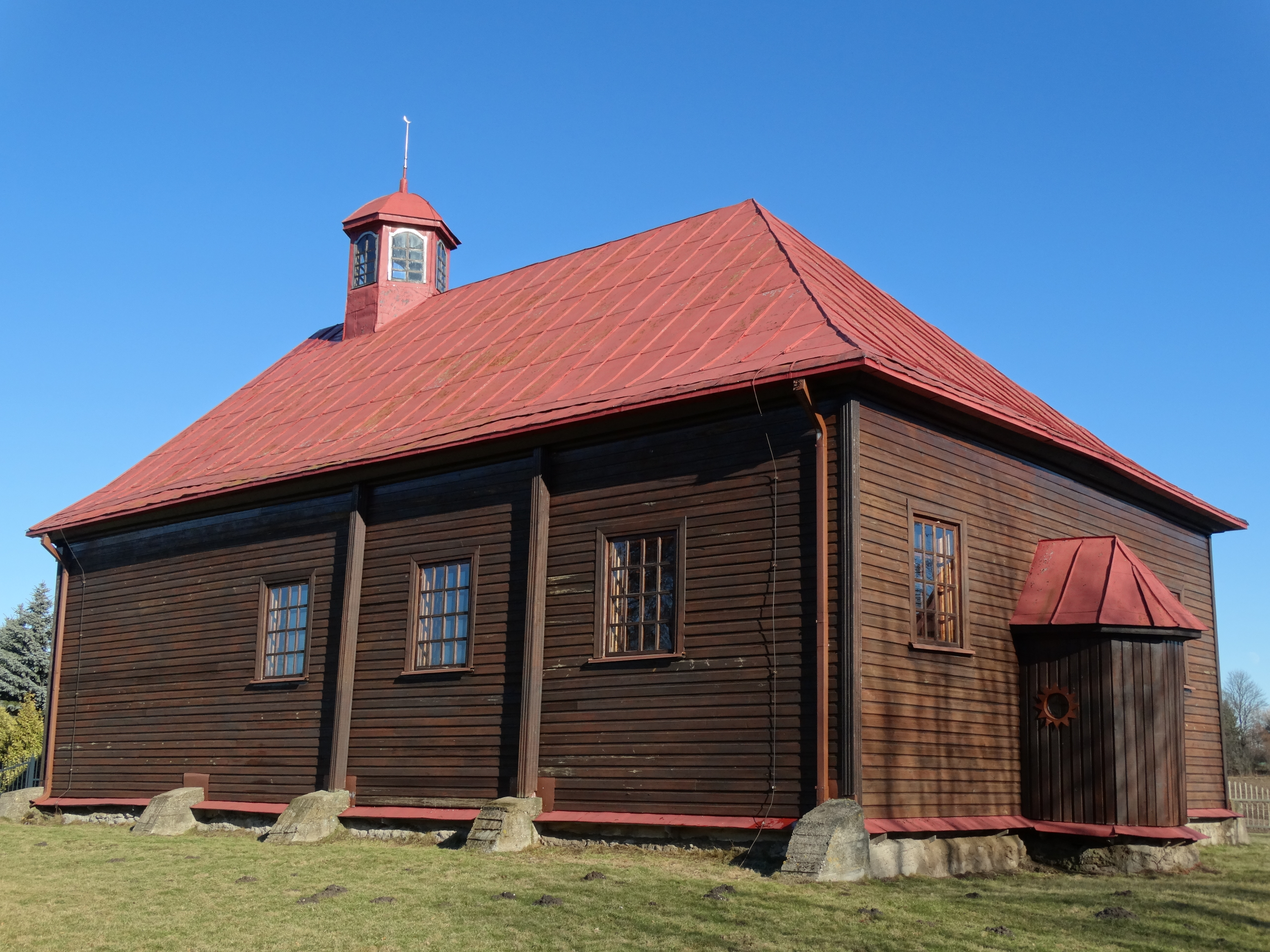
賴茹清真寺

伊斯蘭教在立陶宛的歷史可追溯至14世紀，早於多數其他西歐與北歐國家。中世紀的立陶宛大公國與波蘭立陶宛聯邦的領土西至波羅的海，東抵黑海，其中包含克里米亞韃靼人居住的土地。維陶塔斯時期起有穆斯林韃靼人遷至立陶宛，例如脱脱迷失带去的韃靼人。現在被稱為立陶宛韃靼人，隨著時間的推移不再講韃靼語，現在講立陶宛語，但他們保持著伊斯蘭教信仰。由於長期和廣大的伊斯蘭世界隔絕，立陶宛韃靼人的信仰雖不被視為一不同教派，但與其他的遜尼派穆斯林有明顯差異，一名至麥加朝覲的立陶宛韃靼人在其著作中表示他們的習俗、儀式與正統伊斯蘭差異很大，甚至可能被正統穆斯林視為異教徒。
立陶宛不像同時代其他許多歐洲社會，有宗教信仰自由。立陶宛韃靼人在某些地方有自己居住區。許多立陶宛韃靼文化，如清真寺，墓地，在蘇聯後吞併立陶宛被摧毀。立陶宛恢復獨立後，政府支持促進立陶宛韃靼文化，但是清真寺數量仍不足。立陶宛韃靼社羣正試圖重建清真寺，但也面臨著各種問題，包括缺乏資金、地方政府不支持等。
立陶宛韃靼人是立陶宛穆斯林主要組成核心，根據2001年舉行的人口普查，只有不到3000的穆斯林在立陶宛，約佔立陶宛人口的0.1%。隨着立陶宛恢復獨立，他們正在經歷著一種民族復興，已有數百名非韃靼人皈依伊斯蘭教。立陶宛的清真肉品仍不普及，較為虔誠的穆斯林會自行屠宰動物